# Edison Spanish Colonial Light Company
La Edison Spanish Colonial Light Company fue una empresa constituida por Thomas Alva Edison y José Francisco Navarro Arzac en Nueva York el 13 de enero de 1882. Controló las patentes de luz de Edison en Cuba, Puerto Rico y otros territorios españoles de Ultramar. De 1882 a 1884 operó una planta de exhibición en La Habana.
Fue precedida por la Edison Electric Light Company of Cuba and Porto Rico.